# Михо Тръпко
Михо Тръпко, известен като Петре войвода, е български хайдутин от XVII век.

## Биография
Роден е в леринското село Лесковец. Става хайдутин и действа след 1672 година. Заловен е от мартолоси в 1683 или 1684 година и предаден на турските власти. Осъден е от Битолския шериатски съд на вечни окови и каторга на галерите от военния турски флот. Издъхва там от нечовешките мъки на непосилния труд.